# Luci de Britànnia
Luci de Britànnia —Lucius— (Gal·les, s. II) fou un suposat rei britó que va escriure una carta al Papa Eleuteri on li demanava assistència per a la conversió del seu poble al cristianisme. És venerat com a sant per diverses confessions cristianes, probablement degut a la confusió amb Sant Luci de Coira.

## Llegenda
Segons la tradició transmesa per Godofred de Monmouth a Historia Regum Britanniae, era fill del rei Coïl. Va escriure una carta al Papa Eleuteri (hi ha llegendes que diuen que fou en 156, però la data ha de ser errònia, ja que Eleuteri fou papa del 175 al 189), en què li demanava ajut per a la conversió del seu poble al cristianisme: el papa li va enviar religiosos (Beda diu que eren Fugà i Duvià) i el poble i ell mateix es van convertir i van ésser batejats, romanent cristians segons els ensenyaments rebuts, almenys fins al temps de Dioclecià.
Els missioners van convertir els temples pagans en esglésies i fundaren les primeres diòcesis britàniques: York fou la seu del Regne d'Alba (l'actual Escòcia) i Deira; Londres de Logres i Cornualla (Gran Bretanya), i Caerleon de Càmbria (actual Gal·les). Els missioners anaren a Roma i tornaren a la Gran Bretanya amb més predicadors per difondre millor la nova fe.

## Historicitat
No hi ha cap prova ni testimoni contemporanis d'un rei d'aquest nom. L'aparició al Liber Pontificalis, del segle vi, es considera un error de transcripció. No obstant això, la història del "primer rei cristià d'Anglaterra" ha acabat arrelant. Probablement, l'error s'origina en el rei d'Osroene, tolerant amb els cristians, Luci Eli Megas Abgar IX, rei de Britio (actual Birtha, Turquia), que hi regnava el 179. La confusió faria pensar que Britio es referia a Britannia o que el rei era Brito (britó).
Ha estat identificat amb el rei gal·lès Lleurwg-ab-Coel -ab- Cyllin, conegut per Lleufer Mawr (La gran llum) i per Lles, que es diu que va demanar ajut a Roma per instruir espiritualment al seu poble i va rebre quatre mestres: Dyfan, Ffagan, Medwy, i Elfan i que hauria fundat la seu de Llandaff. Nombroses llegendes es van publicar més tard en relació al tema.

## Identificació amb Luci de Coira
La canonització popular del sant es pot deure, a banda de a la llegenda de l'evangelització del país, a la identificació amb el sant real Luci de Coira, en un cas de desdoblament.
Per explicar-ho millor, la tradició diu que Luci, després d'ésser a Britànnia, anà a predicar a Suïssa, evangelitzant els Grisons.